# Eres tú
Chansons représentant l'Espagne au Concours Eurovision de la chanson
Amanece
(1972) Canta y sé feliz
(1974)
Eres tú (« C'est toi » en espagnol) est une chanson populaire espagnole écrite et composée en 1973 par Juan Carlos Calderón et interprétée par le groupe des Mocedades.
La chanson représente l'Espagne lors du Concours Eurovision de la chanson 1973 où elle obtient la seconde place avant d'être pressée sous forme d'un single. Fait rare pour une chanson en espagnol, elle entre dans le Top 10 du Billboard Hot 100 en 1974.
Eres tú est également adaptée par les Mocedades en français sous le titre C'est pour toi, en allemand Das bist du (« C'est toi »), en anglais Touch the Wind (« Touche le vent »), en italien Viva noi (« Vive nous ») ou encore en basque Zu zara (« Tu es »). Une version en norvégien a également été interprétée par Inger Lise Rypdal en 1973 sous le titre I mitt liv (« Dans ma vie »).

## À l'Eurovision
Elle est intégralement interprétée en espagnol, langue nationale de l'Espagne, le choix de langue étant toutefois libre entre 1973 et 1976.
Il s'agit de la septième chanson interprétée lors de la soirée du concours, le 7 avril 1973 à Luxembourg, après Marie qui représentait Monaco avec Un train qui part et avant Patrick Juvet qui représentaient la Suisse avec Je vais me marier, Marie. L'auteur-compositeur de la chanson, Juan Carlos Calderón, a dirigé l'orchestre en direct lui-même. À l'issue du vote, elle a obtenu 125 points, se classant 2e sur 17 chansons, après Anne-Marie David qui représentait le Luxembourg avec Tu te reconnaîtras et avant Cliff Richard qui représentait le Royaume-Uni avec Power to All Our Friends,.

## Classements
| Classement (1973-1974)                  | Meilleure position |
| --------------------------------------- | ------------------ |
| Allemagne (Media Control AG)            | 15                 |
| Australie (Kent Music Report)           | 30                 |
| Belgique (Flandre Ultratop 50 Singles)  | 8                  |
| Belgique (Wallonie Ultratop 50 Singles) | 25                 |
| Canada (RPM Top Singles)                | 6                  |
| Canada (RPM Adult Contemporary)         | 6                  |
| Espagne (Billboard)                     | 1                  |
| États-Unis (Hot 100)                    | 9                  |
| États-Unis (Adult Contemporary)         | 8                  |
| États-Unis (Cash Box Top 100)           | 9                  |
| France (IFOP)                           | 59                 |
| Guatemala (Billboard)                   | 2                  |
| Norvège (VG-lista)                      | 8                  |
| Nouvelle-Zélande (NZBC)                 | 3                  |
| Pays-Bas (Nederlandse Top 40)           | 3                  |
| Pays-Bas (Single Top 100)               | 3                  |

| Classement (1973-1974)                | Meilleure position |
| ------------------------------------- | ------------------ |
| Australie (Kent Music Report)         | 147                |
| Belgique (Flandre Ultratop)           | 73                 |
| Canada (RPM Top Singles)              | 66                 |
| États-Unis (Billboard Hot 100)        | 62                 |
| États-Unis (Billboard Easy Listening) | 3                  |
| États-Unis (Cash Box Top 100)         | 79                 |
| Pays-Bas (Nederlandse Top 40)         | 35                 |

## Reprises
En 2019, la chanson est reprise par l'actrice Camila Mendes dans un épisode de la troisième saison de la série télévisée Riverdale.